# Vinko Vovk
Vinko Vovk, slovenski srednješolski profesor matematike in podjetnik, * 13. oktober 1919, Bezovje pri Šentjurju, † 28. januar 1970, Tucson, Arizona.

## Življenje in delo
Vovk je leta 1943 diplomiral na študiju matematike v Ljubljani, nato odšel v Italijo, kjer je nadaljeval s študijem ekonomije in 1947 v Trstu doktoriral z disertacijo Il problema dei costi comparati nel commercio internazionale. Do 1955 je poučeval v šolah po Italiji nato novembra 1955 odšel v ZDA. Zaposlil se je v raziskovalnem oddelku General Electric Company v Clevelandu, a po nekaj letih je ustanovil lastno gradbeno podjetje. Pri delu se je poškodoval in po večletnem bolehanju umrl.
Napisal je 3 učbenike matematike, ki so vsi izšli v Trstu. V težkem povojnem času je v Trstu vodil najvišjo slovensko šolo (višja realna gimnazija v Trstu), jo s spretnostjo in podjetnostjo strokovno dvignil tako, da je usmerjala tudi druge šole. Dajal je pobudo za vsakoletne akademije, ki so zbliževale šolo in starše, podpiral dijaški list Literarne vaje. 